# Axiom (wrestler)
Carlos Ruiz, meglio conosciuto con il ring name Axiom (Madrid, 9 maggio 1997), è un wrestler spagnolo sotto contratto con la WWE.
In carriera ha detenuto una volta l'NXT UK Heritage Cup di cui è stato il campione inaugurale e l'NXT Tag Team Championship due volte insieme a Nathan Frazer

## Carriera

### Circuito indipendente (2012–2019)
Nel giugno del 2016 venne annunciato che A-Kid avrebbe partecipato al King of Trios della Chikara insieme ad Adam Chase e Rod Zayas, ma vennero sconfitti al primo turno dai House British Strong Style (Pete Dunne, Trent Seven e Tyler Bate). L'anno successivo A-Kid partecipò al Rey de Voladores, ma venne eliminato da Air Wolf al primo turno. L'anno dopo, A-Kid e Adam Chase (noto poi come Carlos Romo) iniziarono a lottare nel circuito indipendente inglese, vincendo anche l'ATTACK! Tag Team Championship e sfidandosi poi a RevPro 7th Anniversary Show. Lottò anche in Italia per la ICW sfidando Mr. Excellent.

### WWE (2019–presente)

#### NXT UK(2019–2022)
A-Kid fece il suo debutto in WWE già nella puntata di NXT UK del 29 maggio 2019 dove lui e Carlos Romo vennero sconfitti dal Gallus (Mark Coffey e Wolfgang). A-Kid firmò poi con la WWE nel 2019 e stabilendosi nel roster di NXT UK. Il suo debutto ufficiale avvenne nella puntata del 31 ottobre dove sconfisse Kassius Ohno. Nella puntata di NXT UK del 2 aprile A-Kid prese parte ad una 20-man Battle Royal per determinare il contendente nº1 all'NXT United Kingdom Championship di Walter, ma venne eliminato. Nella puntata di NXT UK dell'8 ottobre A-Kid sconfisse Flash Morgan Webster nel primo turno del torneo per l'NXT UK Heritage Cup. Nella puntata di NXT UK del 5 novembre A-Kid sconfisse Noam Dar nella semifinale del torneo, guadagnando l'accesso alla finale. Nella puntata di NXT UK del 26 novembre A-Kid sconfisse Trent Seven nella finale del torneo conquistando così l'NXT UK Heritage Cup per la prima volta. Nella puntata di NXT UK del 10 dicembre A-Kid difese con successo il titolo contro Tyler Bate. Nella puntata di NXT UK del 14 gennaio 2021 A-Kid affrontò Walter per l'NXT United Kingdom, ma venne sconfitto. Nella puntata di NXT UK del 18 febbraio A-Kid difese con successo il titolo contro Sha Samuels in un British Rounds match per 2-1. Nella puntata di NXT UK del 20 maggio A-Kid perse il titolo contro Tyler Bate dopo 175 giorni di regno. Nella puntata di NXT UK del 14 ottobre Kid affrontò Il'ja Dragunov per l'NXT United Kingdom Championship, ma venne sconfitto. Il 16 dicembre, ad NXT UK, A-Kid sconfisse Nathan Frazer in un British Rounds match per 2-1, diventando il contendente nº1 all'NXT UK Heritage Cup. Nella puntata di NXT UK del 20 gennaio A-Kid pareggiò con Noam Dar per 1-1 non riuscendo a riconquistare l'NXT UK Heritage Cup.

#### NXT(2022–2024)
Nella puntata di NXT 2.0 dell'8 marzo venne mandato in onda un video circa l'imminente debutto di A-Kid nello show. Il suo debutto, infatti, avvenne nella puntata della settimana dopo, dove sconfisse Kushida.
Dalla puntata speciale NXT The Great American Bash del 5 luglio vennero mandati in onda dei video sul debutto di A-Kid con il ring name "Axiom", con la gimmick di un supereroe mascherato, confermando poi il suo debutto per la puntata di NXT 2.0 del 19 luglio, dove sconfisse senza problemi Dante Chen. In seguito, rispettivamente ad NXT 2.0 e NXT Level Up, ebbe la meglio anche su Duke Hudson e Xyon Quinn. Successivamente si accordò con Nathan Frazer per una serie di tre incontri, il quale venne vinta per 2-1 da Frazer, che si qualificò dunque per il Ladder match per il vacante NXT North American Championship ad NXT Halloween Havoc. Il 10 dicembre, a NXT Deadline, prese parte all'Iron Survivor Challenge che comprendeva anche Carmelo Hayes, Grayson Waller, JD McDonagh e Joe Gacy per determinare il contendente nº1 all'NXT Championship di Bron Breakker, ma il match venne vinto da Waller. Nella puntata di NXT del 28 marzo vinse una Battle Royal con in palio un posto per il match per l'NXT North American Championship a NXT Stand & Deliver eliminando per ultimo Nathan Frazer. Durante tale evento, svoltosi il 1º aprile, prese parte a tale incontro per il titolo nordamericano che comprendeva anche il campione Wes Lee, Dragon Lee, Il'ja Dragunov e JD McDonagh, ma a vincere fu Wes. Nella puntata di NXT del 5 settembre affrontò Butch nel primo turno dell'NXT Global Heritage Invitational ma l'incontro si concluse in pareggio, mentre il 12 settembre, ad NXT, venne sconfitto da Tyler Bate nel secondo turno e prevalse su Charlie Dempsey nel terzo turno, svoltosi il 22 settembre ad NXT Level Up, ma non riuscì a qualificarsi. Il 26 settembre, ad NXT, partecipò ad un fatal four-way match che comprendeva anche Dragon Lee, Trick Williams e Tyler Bate con in palio la possibilità di diventare il nuovo sfidante all'NXT North American Championship ma l'incontro venne vinto da Williams. Apparve poi a SmackDown il 17 novembre per affrontare Dragon Lee venendo tuttavia sconfitto. Il 9 dicembre, nel Pre-Show di NXT Deadline, sconfisse Nathan Frazer.

#### Tag team con Nathan Frazer (2024-2025)
Nella puntata di NXT del 9 gennaio fece coppia con Nathan Frazer e i due sconfissero Hank Walker e Tank Ledger nel primo turno del Dusty Rhodes Tag Team Classic. Due settimane dopo però, il 23 gennaio ad NXT, vennero sconfitti ed eliminati da Baron Corbin e Bron Breakker nelle semifinali.
Il 19 marzo, ad NXT, Frazer e Axiom prevalsero sui No Quarter Catch Crew (Charlie Dempsey e Myles Borne) qualificandosi per il triple threat tag team match di qualificazione per diventare gli sfidanti all'NXT Tag Team Championship per NXT Stand & Deliver.
Il 2 aprile ad NXT, riuscirono a prevalere sui O.C. (Luke Gallows e Karl Anderson) e i Latino World Order (Joaquin Wilde e Cruz Del Toro). All'evento del 6 aprile, hanno l'opportunità di conquistare i titoli di coppia detenuti da Baron Corbin e Bron Breakker, ma gli sfidanti perdono l'incontro. Nella successiva puntata di NXT del 9 aprile avranno una rivincita, dove riusciranno a prevalere, diventando campioni per la prima volta (Axiom divenne il primo spagnolo a vincere un titolo in WWE). Nella puntata di NXT del 13 agosto, dopo molteplici difese dei titoli, le perdono contro gli Chase U (Andre Chase e Ridge Holland) dopo 126 giorni di regno. Ma riconquistarono i titoli in una rivincita 19 giorni dopo a NXT No Mercy. Il 23 gennaio Axiom e Frazer debuttano sul ring della TNA ad Impact come rappresentanti della NXT dove difenderanno i titoli contro The Rascalz, diventando i primi wrestler a difendere un titolo WWE in TNA.
Il 19 aprile, ad NXT Stand & Deliver, Axiom e Frazer perdono le cinture contro Hank Walker e Tank Ledger, concludendo il loro secondo regno dopo 230 giorni.

#### SmackDown (2025–presente)
Axiom insieme al suo partener, Nathan Frazer passano a SmackDown, i Fraxiom esordiscono nello show blu nella puntata del 25 aprile battendo Angel e Berto membri del Legado del Fantasma. Il lottatore spagnolo in precedenza aveva già fatto due apparizioni a SmackDown, la prima contro Dragon Lee, nel novembre del 2023 e la seconda contro Gunther, il World Heavyweight Championship, nel marzo 2025. In entrambi i casi aveva perso gli incontri. Il duo ottiene diverse vittorie e nella puntata del 23 maggio ottengono un match titolato per gli WWE Tag Team Championship degli Street Profits, ma per colpa del ritorno dei Wyatt Sicks l'incontro finisce in no contest.

## Personaggio

### Mosse finali
- Come A-Kid
  - Springboard DDT
  - Superkick
- Come Axiom
  - Golden Ratio (Superkick)

## Titoli e riconoscimenti
- ATTACK! Pro Wrestling
  - ATTACK! Tag Team Championship (1) – con Adam Chase
- Pro Wrestling Illustrated
  - 118º tra i 500 migliori wrestler singoli nella PWI 500 (2021)
  - 2º tra i 100 migliori team di wrestler nella PWI 100 (2024)  – con Nathan Frazer[25]
- Westside Xtreme Wrestling
  - Ambition: Wildcard Edition (2019)
- White Wolf Wrestling
  - Triple W Absolute Championship (3)
  - Triple W Extreme Championship (1)
  - Triple W Heavyweight Championship (1)
- WWE
  - NXT Tag Team Championship (2) – con Nathan Frazer[2]
  - NXT UK Heritage Cup (1)
  - NXT Tag Team Championship Eliminator Tournament (2024) – con Nathan Frazer
  - NXT UK Heritage Cup Inaugural Tournament (2020)
  - NXT Year-End Award (1)
    - Tag Team of the Year (2024) – con Nathan Frazer